# Marlis Hillebrand
Marlis Hillebrand (* 15. Juni 1946 in Zell (Mosel); † 16. April 2009 in Baunatal) war eine deutsche Lyrikerin und Malerin.

## Leben
Nach der Volksschule absolvierte sie eine kaufmännische Lehre in Trier. Wohnhaft in Bonn, war sie von 1977 bis 2001 bei der Kultusministerkonferenz im Sekretariat beschäftigt. Im Herbst 1989 begann sie ihre Gedichte niederzuschreiben. Der erste Gedichtband erschien im Dezember 1990. Sie wurde 1966 Mutter eines Sohnes und war seit 1974 geschieden.

## Lyrische Werke
- Schritte auf Glas, Stallberg Verlag, 1990. ISBN 3-923151-32-2
- Eine Schale Worte, Stallberg Verlag, 1992. ISBN 3-923151-35-7
- Die Nacht hält still, Stallberg Verlag, 1995. ISBN 3-923151-41-1

## Malerei
- schwarz auf silber
- Eröffnung „Die kleine Kunst-Galerie“ am 1. Februar 2008 in Baunatal.

## Mitgliedschaften
- Arbeitsgemeinschaft deutschsprachiger Autoren (AdA)
- Freier Deutscher Autorenverband (FDA)

## Aktivitäten
- Dichterlesungen in Trier über Rose Ausländer, Paul Celan usw.
- Moderatorin bei den Veranstaltungen „Streitgespräch“ in Kassel.
- Veröffentlichungen ihrer Gedichte in verschiedenen Literaturzeitschriften und Verlagen.

| Personendaten    | Personendaten                  |
| ---------------- | ------------------------------ |
| NAME             | Hillebrand, Marlis             |
| KURZBESCHREIBUNG | deutsche Lyrikerin und Malerin |
| GEBURTSDATUM     | 15. Juni 1946                  |
| GEBURTSORT       | Zell (Mosel)                   |
| STERBEDATUM      | 16. April 2009                 |
| STERBEORT        | Baunatal                       |